# Dothidella confluens
Dothidella confluens är en svampart som först beskrevs av Welw. & Curr., och fick sitt nu gällande namn av Pier Andrea Saccardo 1891. Dothidella confluens ingår i släktet Dothidella och familjen Polystomellaceae.   Inga underarter finns listade i Catalogue of Life.